# Хултен, Аннели
Аннели Мария Хултен (швед. Anneli Maria Hulthén (офиц. фам. Hultén); род. 27 июля 1960, Гётеборг, Швеция)  — шведский государственный и политический деятель, член шведской Социал-демократической рабочей партии, с 1 октября 2016 года губернатор округа Сконе, бывший председатель муниципального совета Гётеборга.

## Биография
В 1986 году Хултен была избрана в риксдаг, где до 1996 года она была заместителем члена комитета по транспорту, комитета по иностранным делам, конституционного комитета, комитета по сельскому хозяйству и комитета по промышленности . Она была депутатом Европейского парламента с 1995 по 2002 год.
Аннели Хултен была назначена председателем муниципального совета Гётеборга 17 ноября 2008. Она приступила к своей работе 13 января 2009 года. Помимо должности председателя муниципального совета, Хултен также отвечала за развитие бизнеса, инфраструктуры, международных отношений и туризма в Гётеборге.
Хултен получила звание «Лучший политик» на Всемирном форуме предпринимателей в Сингапуре в 2011 году за ее работу с бизнес-регионом Гётеборг и государственными программами «Expedition Forward», «Business Emergency Programme» и «Brew House Incubator».
Хултен прославилась своей большой приверженностью к велосипедному спорту, а именно ежедневными поездками на велосипеде к месту работы и поездкой на велосипеде из Гётеборга в Стокгольм в 2009 году для участия в конгрессе социал-демократической партии. В 2010 году она выиграла ежегодную премию среди политиков Swedish Cycling.
Хултен является членом исполнительного комитета социал-демократической партии.
18 января 2016 года Аннели Хултен покинула пост председателя муниципального совета Гётеборга. Ее сменила на этом посту Анн-Софи Херманссон.
22 сентября 2016 года она была назначена правительством губернатором округа Сконе и  приступила к своей работе на этой должности 1 октября 2016 года.